# Розгін Іван Федорович
Іва́н Фе́дорович Розгі́н (18 вересня 1897, село Куманів, нині Городоцького району Хмельницької області — 10 липня 1972, Детройт, США) — український біолог-патолог. Доктор біологічних наук (1937).

## Біографія

### Дитинство та юність (1897—1922)
Іван Федорович Розгін народився в селі Куманів Проскурівського повіту Подільської губернії (за 12 верст від Сатанова) у селянській родині. Початкову освіту здобув у рідному селі. Двокласну школу закінчив у Сатанові, середню освіту здобував самотужки. Коли 1915 року Івана Розгона покликали до війська, він, відбуваючи військову службу в Петербурзі, доповнював свою освіту на загальноосвітніх курсах Щукіна.
Повернувшись в Україну, влітку 1917 року Розгін вступив до Юнацької школи в Києві, яка в січні 1918 року ввійшла до складу Слобідського Коша. Подальші революційні події та переворот, здійснений Павлом Скоропадським, стали причиною того, що Іван Розгін демобілізувався та повернувся на Поділля, де брав активну участь у культурно-освітньому та громадсько-політичному житті. За Директорії працював у повітовому комісаріаті Проскурівщини як «урядовець для особливих доручень».

### Навчання (1922—1928)
Восени 1922 року Розгін вступив до Київського інституту народного господарства (нині Київський національний економічний університет імені Вадима Гетьмана). 1923 року він перейшов до ветеринарно-зоотехнічного інституту, який закінчив 1928 року. Під кінець навчання працював препаратором-лаборантом і виконував обов'язки асистента при кафедрі патологічної анатомії у професора Павла Кучеренка. Тоді ж розпочалася його праця на науковій ниві: 1927 року Розгін виступив із двома доповідями на Першому всесоюзному з'їзді патологів.
Студент п'ятого курсу Іван Розгін став ініціатором створення Українського ветеринарного товариства. Було вироблено статут, зразки членського квитка, печатки та нагрудний значок. Усі ці документи вдалося погодити з керівництвом інституту, зареєструвати в адміністративних і судових установах Києва. У квітні 1927 року установчі збори схвалили статут та обрали керівні органи товариства. Головою товариства став доцент Боровський, а секретарем — Розгін. Незабаром товариство припинило діяльність, оскільки почалися переслідування з боку органів. Викладачів було звільнено з роботи, а студенти роз'їхалися працювати на виробництво.

### Довоєнна діяльність (1928—1941)
Після закінчення інституту Розгіна направили в прикордонну смугу Туреччини та Ірану для боротьби з інфекційними захворюваннями серед тварин. Повернувшись в Україну, працював у Харкові у Всеукраїнському інституті експериментальної ветеринарії як старший асистент професора Олександра Репрєва. Коли 1930 року той помер, Розгін став керівником відділу.
Саме тоді переїхав в Україну академік Олександр Богомолець, з яким Розгін познайомився на з'їзді патологів. Від 1930 року почалася їхня співпраця. У цей період Розгін написав свої найголовніші наукові праці.
Після процесу Спілки визволення України (1930) почалися посилені утиски владою всього українського. Розгін був змушений переїхати до Херсона, де викладав патологію у медичному інституті та біохімію — у педагогічному. Після ліквідації медичного інституту переїхав до Білої Церкви і викладав на ветеринарному факультеті сільськогосподарського інституту, доїжджав до Інституту Богомольця.
1934 року було звільнено та заарештовано 15 співробітників сільськогосподарського інституту, серед них — Івана Розгона. Розпочалося слідство. Зрештою, його звільнили, але тих, хто був під слідством, ніхто не наважувався взяти на роботу. Йому відмовили в праці навіть у Казахстані.
Через рік, у зв'язку з перенесенням столиці УРСР до Києва, Київський зоотехнічний інститут перевели до Дніпропетровська і перетворили в Дніпропетровський сільськогосподарський інститут (нині Дніпропетровський державний аграрний університет). Оскільки багато професорів не переїхало з Києва до Дніпропетровська, Розгона прийняли як позаштатного викладача мікробіології та технології продуктів тваринництва за згодою секретаря обкому партії Менделя Хатаєвича. Через рік його відновлено в правах, а в Дніпропетровську обрано штатним професором. Аж до 1938 року Розгін їздив на виклади і до Білої Церкви, і до Дніпропетровська, поки його знову не звільнили за ту ж саму «провину» в Білій Церкві.
1936 року Всесоюзна академія сільськогосподарських наук у Москві присудила йому без захисту ступінь кандидата біологічних наук, а Інститут експериментальної ветеринарії — звання старшого наукового співробітника. 1937 року Розгін захистив дисертацію «Роль бактеріофага у біології бацилюс антраціс», і Академія наук присудила йому ступінь доктора біологічних наук. Це зміцнило його становище, а єдиним наслідком колишнього слідства було те, що його зняли з військового обліку, і тому 1939 року не взяли до війська як ветеринарного лікаря.
У серпні 1939 року Розгона призначили заступником директора Дніпропетровського сільськогосподарського інституту з навчальної та наукової роботи (проректором). На цій посаді він працював до 1941 року.
Про великий науковий авторитет Розгона в Радянському Союзі свідчить те, що 1939 року в Москві видали його книгу «Основи ветеринарії».

### Під час німецької окупації України (1941—1944)
Під час окупації України німцями Іван Розгін брав участь у науковому та культурному житті Дніпропетровська. Місцевий державний університет перед цим евакуювався до Чкалова (нині Оренбург). Натомість 22 вересня 1941 року в місті було засновано Дніпропетровський державний український університет, ректором якого став Розгін. Він вживав заходи для заснування при університеті богословського факультету, брав участь у відновленні у місті Української автокефальної православної церкви. Наприкінці 1942 року німці припинили діяльність університету.
На початку вересня 1942 року Розгін отримав офіційний лист від ветеринарного управління Генерального комісаріату Києва з пропозицією очолити кафедру патологічної фізіології Київського ветеринарного інституту. 24 вересня 1942 року він виїхав до Києва із спеціальним «маршбефелем» від Дніпропетровського генерального комісаріату.
Частина співробітників Київського ветеринарного інституту була евакуйована до Свердловська (нині Єкатеринбург) і там продовжила роботу. У вересні 1942 року Київський ветеринарний інститут відновив роботу. Навчання розпочалися на перших двох курсах. Особливо багато студентів було з галичан і волинян. Директором інституту був професор О. Корсунський. На базі навчального закладу німці організували науково-дослідний ветеринарний інститут (1943), директором якого був професор А. Штос з Мюнхенського університету. Професора Корсунського призначили українським директором.
У жовтні 1943 року навчальний і науковий інститути у повному складі переїхали до Кам'янця-Подільського, де працювали до 1944 року. Потім, за розпорядженням рейхкомісара Коха, науково-дослідний інститут евакуювали до Кенігсберга. Професорсько-викладацький склад та їх сім'ї евакуювали до Мюнхена.

### В еміграції
На еміграції в Німеччині (професор УВУ, Українського технічного господарського інституту та Православної богословської академії). Друкувався як у спеціальних виданнях, так і в масових — газеті «Українські вісті», тижневику «Пу-гу» тощо.
1950 року Розгін переїхав із родиною до США і працював спочатку в Детройті в Інституті з вивчення раку (науковий співробітник Інституту для дослідження пістряків), згодом — у великому американському шпиталі. Помер 10 липня 1972 року в Детройті.
Дійсний член НТШ і Української вільної академії наук.

## Праці
Автор близько 80 наукових праць з біології, патології, онкології та ветеринарної медицини; підручники з тваринництва і ветеринарії для середніх і вищих шкіл.
Головні праці: «Обмін речовин у тварин при лихих новотворах» (1930), «Роля бактеріофага у варіябільності віруса і вакцин В. anthracis» (1937), «Матеріали до вивчення резистентності організму до пістряків» (1953), «Тваринництво України» (1969—1971) та ін.